# Astaksantyna
Astaksantyna (E161j) – organiczny związek chemiczny z grupy ksantofili. Jest metabolitem zeaksantyny i kataksantyny. Jak wiele innych karotenoidów, rozpuszcza się w tłuszczach. Cząsteczka astaksantyny zawiera liczne sprzężone wiązania wielokrotne, warunkujące barwę substancji i jej właściwości przeciwutleniające (nawet 10-krotnie większe niż witamina E i luteina). Z powodu występowania dwóch centrów chiralności (grupy hydroksylowe w pozycjach 3 i 3′ pierścieni), ma trzy diastereoizomery: 3R,3′R, 3R,3′S (mezo) i 3S,3′S.
Występuje naturalnie w ciele jednokomórkowych glonów, drożdży, łososi, pstrągów, kryli, krewetek, raków i innych skorupiaków, a także w piórach niektórych ptaków. Jest odpowiedzialna za czerwony kolor mięsa łososia i krewetek. Powszechnie występuje w ciele kriofilnych glonów, takich jak zawłotnia śnieżna. Pełni u nich funkcję filtra chroniącego przed ultrafioletem. Występując w dużych zagęszczeniach na powierzchni nadtopionego śniegu, glony te powodują jego zakwit, znany jako czerwony śnieg.
W badaniach klinicznych nie stwierdzono szkodliwych efektów spożywania astaksantyny.

## Otrzymywanie

### Źródła naturalne
Na skalę przemysłową astaksantynę uzyskuje się z następujących organizmów:
- kryl pacyficzny (Euphausia pacifica),
- kryl antarktyczny (Euphausia superba),
- Haematococcus pluvialis (zielenica),
- krewetka północna (Pandalus borealis).

Głównym naturalnym źródłem astaksantyny są mikroalgi Haematococcus pluvialis, w których zawartość tego związku jest najwyższa wśród znanych organizmów. Z kilograma suchej masy tych glonów otrzymać można ponad 40 gramów astaksantyny. Udział poszczególnych diastereoizomerów w substancji naturalnej jest różny w zależności od źródła. Na przykład produkowana przez Haematococcus pluvialis, zawiera głównie izomer (3S,3′S), a pochodząca z drożdży podstawkowych Phaffia rhodozyma to w większości (3R,3′R)-astaksantyna.
| Źródło                                                                   | Stężenie (ppm) |
| ------------------------------------------------------------------------ | -------------- |
| Ryby łososiowate                                                         | ~ 5            |
| Plankton                                                                 | ~ 60           |
| Kryl                                                                     | ~ 120          |
| Kryl antarktyczny                                                        | ~ 1200         |
| Drożdże Xanthophyllomyces dendrorhous (znane też jako Phaffia rhodozyma) | ~ 10 000       |
| Mikroalgi Haematococcus pluvialis                                        | ~ 40 000       |

### Źródła sztuczne
Większość astaksantyny produkowana jest za pomocą syntezy chemicznej. Wartość tej produkcji wynosi około 200 mln dolarów, a cena sprzedaży to około 5–6 tys. dolarów za kilogram (lipiec 2012).
W typowym podejściu astaksantynę otrzymuje się w wieloetapowej syntezie, której końcowym etapem jest reakcja Wittiga pomiędzy ylidem zawierającym końcowe pierścienie izoforonowe a symetrycznym nienasyconym dialdehydem budującym centralny łańcuch cząsteczki:

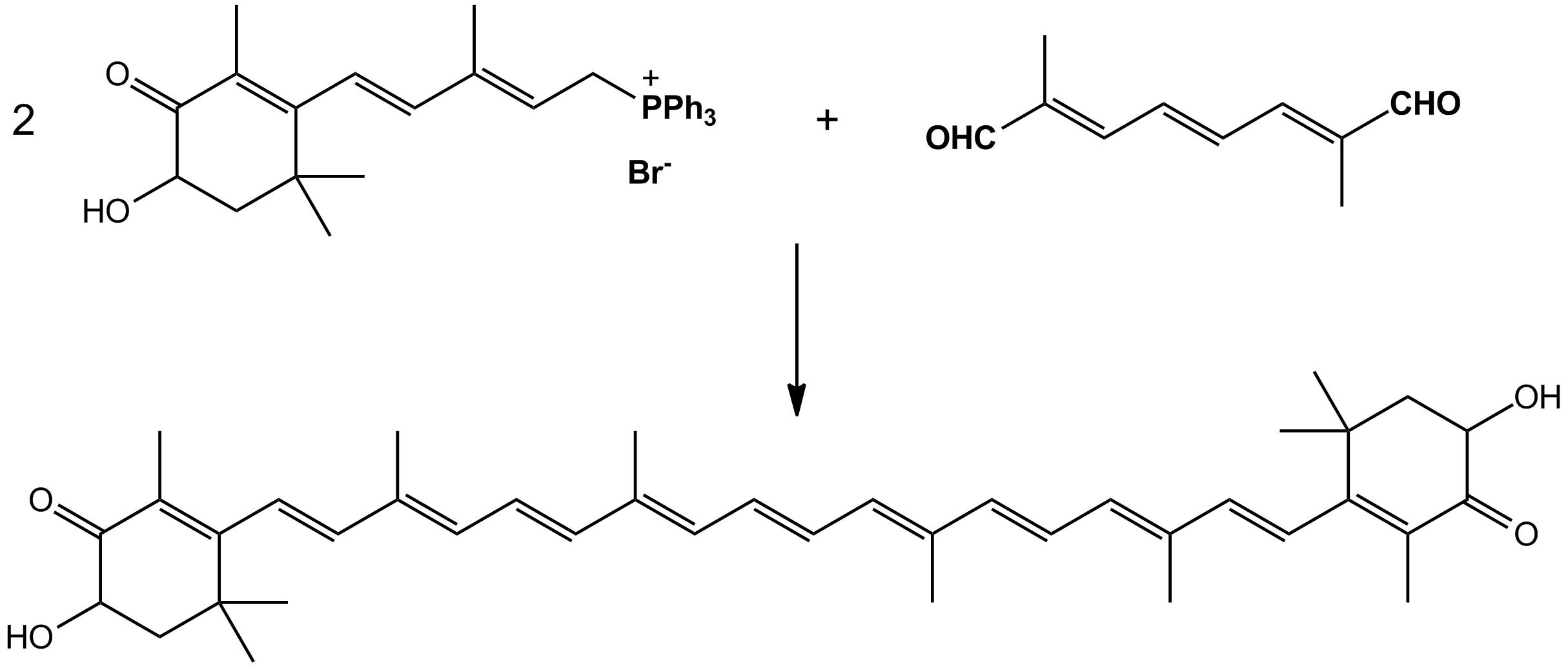
Synteza astaksantyny za pomocą reakcji Wittiga

W zależności od użytych substratów, produkt końcowy może być mieszaniną 3 diastereoizomerów (3R,3′R, 3R,3′S (mezo) i 3S,3′S w proporcji statystycznej 1:2:1) lub być związkiem stereochemicznie czystym o wybranej konfiguracji. Produkt syntetyczny dostępny handlowo jest mieszaniną izomerów

## Wpływ astaksantyny na organizm człowieka
Ze względu na obecność wielu sprzężonych wiązań podwójnych w cząsteczce, astaksantyna wykazuje silne właściwości przeciwutleniające, nawet dwukrotnie silniejsze niż beta-karoten. Wolne rodniki (ROS) i związany z nimi stres oksydacyjny ma negatywny wpływ na organizm i stanowi potencjalną przyczynę wielu chorób oraz procesu starzenia. Badania sugerują, iż astaksantyna ogranicza procesy oksydacyjne w obrębie błon komórkowych czy lipoprotein o niskiej gęstości (LDL), co ogranicza ryzyko występowania miażdżycy. Preparat jest także pomocny w walce z otyłością, gdyż jego stosowanie ogranicza stężenia biomarkerów związanych ze stresem oksydacyjnym.
Istnieją badania sugerujące pozytywny wpływ astaksantyny na poziom glukozy we krwi, co może być pomocne w przypadku pacjentów cierpiących na cukrzycę.